# باشا
كلمة باشا من (اللغة التركية: پاشا، paşa ) لقب تشريف في الدولة العثمانية يمنحه السلطان العثماني إلى السياسيين البارزين، وكبار الضباط، والشخصيات الهامة والحكام، المصدر الصناعي من لقب باشا هو باشويّة، ويعادل هذا اللقب في اللغة الإنجليزية لقب لورد.
اعتبر هذا اللقب الأعلى في فترة ما بعد الحكم العثماني لمصر في 1517 حيث كان لقب سلطان مصر هو المستخدم حتى هذا التاريخ وصولاً إلى العام 1914 حين استخدم لقب سلطان مصر مجدداً من قبل حسين كامل، ليمنح لقب «الباشا» بعد ذلك من قبل الملك إلى شخصيات رفيعة في المجتمع، حيث ألغي في فترة مصر الجمهورية.
وهناك ما يقال حول أن الأيوبيين هم أول من استخدم هذا اللفظ كمرتبة شرفية لمماليكهم وكانت اللفظة تعني «حامل حذاء السلطان» [محل شك][بحاجة لمصدر] وهو ما يعني ملازمته للسلطان وكثرة استعانة السلطان به. وهي ما كانت تعتبر مهمة مشرفة لمماليك هم في الأصل عبيد أرقاء. وكانت اللفظة فارسية كسائر الرتب والوظائف التي استخدمها المماليك.
وتطور استخدام اللفظة حتى اختفى أصلها الفارسي وبقي شبهها باللفظة التركية التي تعني كبير وهي «باش».
وأطلق اللقب على علية القوم وأعاظمهم وولاتهم أما في أواخر القرن الماضي أصبح يطلق على ضباط الشرطة ووكلاء النيابة وكبار موظفين أجهزة الدولة. والآن أصبح يطلق على كائناً ما كان على سبيل التملق أو المجاملة كصورة من صور الاعتراض الشعبي على منح فئات بعينها ألقاباً بلا سند، وفي العامية المصرية، كان بعضهم يضعون كلمة باشا بعد اسم العائلة، وهو خطأ لغوي، كقولهم «أحمد تيمور باشا» والصحيح أن يكون لفظ «باشا» بعد الاسم الأول، وذلك لأنّ الترك يستعلون لقب الباشا بعد الاسم الأول.
باشا (بالتركية العثمانية: پاشا)‏ و(بالفارسية: padišāh) و(بالتركية: paşa)‏؛ و(بالألبانية: Pashë)، في الأعمال القديمة المصنفة أحيانًا باسم باشا، كانت مرتبة أعلى في النظام السياسي والعسكري العثماني، عادةً تُمنح للمحافظين والجنرالات وكبار الشخصيات وغيرهم. ولقب فخري، يشبه لقب باشا في إحدى رتبته المختلفة لقب النبلاء البريطاني أو لقب فارس، وكان أيضًا أحد أعلى الألقاب في مملكة مصر في القرن العشرين. تم استخدام العنوان أيضًا في المغرب في القرن العشرين، حيث كان يشير إلى مسؤول إقليمي أو حاكم منطقة.

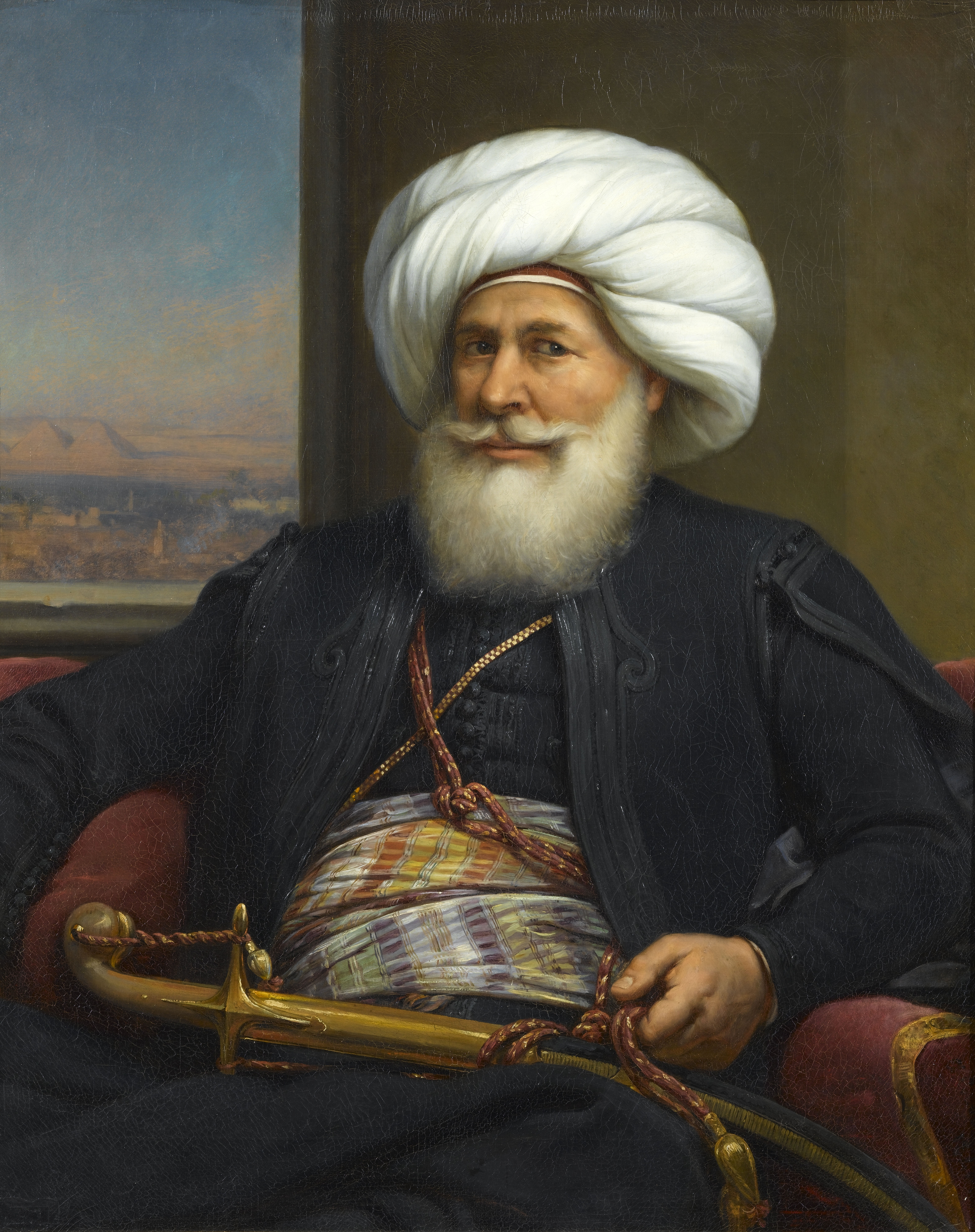
محمد علي باشا

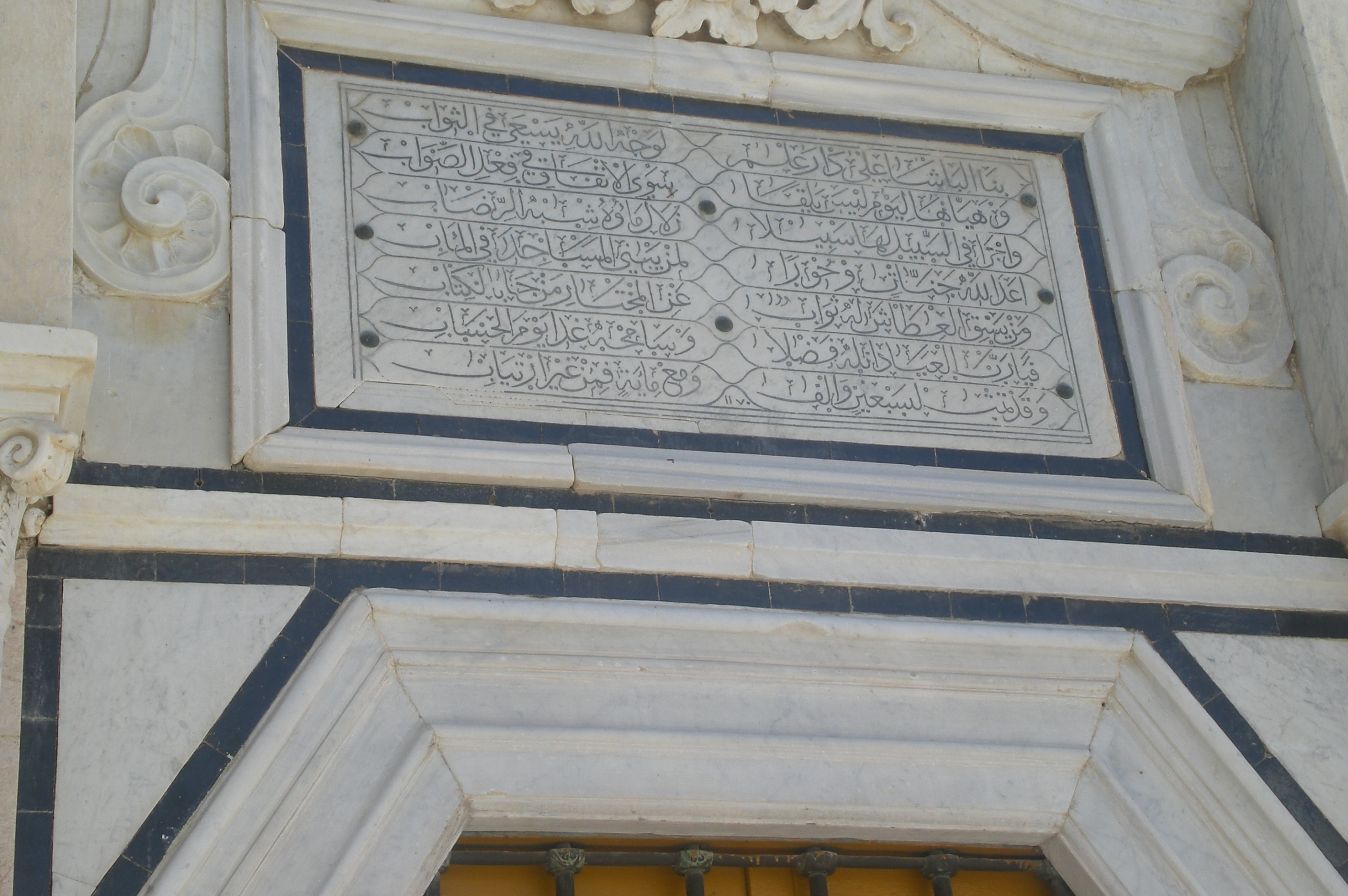
لقب «الباشا» مكتوب على لوحة منقوشة عند مدخل مدرسة عثمانية في تونس.

## باشوات مشاهير
1. محمد على باشا
2. إبراهيم باشا
3. غلوب باشا
4. منزينجر باشا
5. عباس حلمي الأول
6. عباس حلمي الثاني
7. يوسف باشا القره مانلي
8. سليمان باشا
9. سعيد باشا
10. نوبار باشا
11. أسعد إسماعيل العظم
12. عصمت إينونو
13. نوري باشا السعيد
14. عبد المنصف محمود باشا
15. محمد باشا المحمد
16. عمر باشا المحمد
17. علي باشا المحمد

- عائلة أباظة، بكوات وباشاوات مصريون
- عباس حلمي الأول
- عباس حلمي الثاني
- علي باشا، multiple people
- فالنتاين بيكر (Valentine Baker)
- خير الدين بربروس
- Bucknam Pasha  [لغات أخرى]‏ (Ransford Dodsworth Bucknam)
- كلود الكسندر دي بونيفال (Claude Alexandre de Bonneval)
- جيكالة زاده يوسف سنان باشا
- جمال باشا
- إبراهيم باشا الفرنجي ("Ibrahim Pasha of Parga"), also known as Frenk Ibrahim Pasha ("the Westerner"), Makbul Ibrahim Pasha ("the Favorite") and Maktul Ibrahim Pasha ("the Executed")
- درغوث رئيس، الدولة العثمانية قوات بحرية مقدم & Pasha of طرابلس الغرب العثمانية
- أمين باشا
- أنور باشا
- أسعد باشا الطوبطاني
- فخري باشا
- فكري باشا أباظة
- محمد فؤاد باشا
- جون باغوت غلوب (Sir John Bagot Glubb)
- تشارلز جورج غوردون (Charles George Gordon)
- عبد الرحمن الزاهر
- Hagop Kazazian Pasha
- Hajji Mustafa Pasha  [لغات أخرى]‏
- Hobart Pasha  [لغات أخرى]‏ (Augustus Charles Hobart-Hampden)
- حسين توفيق باشا، arms and algebra expert
- حسين رفقي باشا
- إبراهيم أدهم باشا
- عصمت إينونو (İsmet İnönü)
- جعفر العسكري
- جمال باشا
- جؤذر باشا، جنرال مغربي
- قرة مصطفى باشا
- ويليام هيكس (William Hicks), British Colonel, Hero of the Mahdist Wars
- Kazazian Pasha
- علج علي باشا
- Multiple members of the آل كوبريللي
- لاله مصطفى باشا
- أوتو ليمان فون ساندرز (Otto Liman von Sanders)
- كولمار فرايهر فون در غولتس (Colmar Freiherr von der Goltz)
- محمود باشا الدراملي، جنرال عثماني
- مرقص سميكة، was an Egyptian Coptic leader, politician, and founder of the Coptic Museum in Cairo
- صقللي محمد باشا
- هاينرش أوغوست مايسنر (Heinrich August Meissner)
- Melling Pasha  [لغات أخرى]‏ (Antoine Ignace Melling)
- مدحت باشا
- مؤذنزاده علي باشا، Ottoman admiral
- محمد علي باشا، viceroy of Egypt
- Mustafa Kemal Pasha, subsequently known as مصطفى كمال أتاتورك، founder of the post-Ottoman Turkish republic
- مصطفى رشيد باشا
- نجيب باشا محفوظ، is known as the father of obstetrics and gynaecology in Egypt and was a pioneer in obstetric fistula
- نوبار باشا
- عثمان نوري باشا
- عمر باشا النمساوي
- بياله باشا
- رادو الوسيم, شقيق فلاد الثالث المخوزق
- مصطفى رياض باشا، Egyptian statesman
- رستم باشا the longest serving Grand Vizier of the Ottoman Empire
- محمد سعيد باشا الصغير
- Şerif Pasha, Kurdish nationalist
- Sentot Prawirodirdjo, المعروف بـ "Alibasah Sentot" أو "Sentot Ali Pasha". القائد الإسلامي الجاوي خلال حرب جاوة
- سنان باشا،
- ستون باشا (Charles Pomeroy Stone)
- Sulejman Pasha
- سلطان الأطرش
- طاهر باشا الكرياني، والي الموصل 1910-12
- طلعت باشا
- توفيق باي (Tevfik Pasha), Arab pan-Islamist
- الخديوي توفيق
- طرخان باشا البرمدي
- طوسون باشا
- أحمد عرابي
- Vartan Pasha
- وهيب باشا
- ويليام ويليامز، البارونيت الأول لكارس (Sir William Williams)، جنرال بريطاني كندي
- Woods Pasha  [لغات أخرى]‏ (Henry Felix Woods)
- يوسف وهبة باشا، رئيس الوزراء المصري
- يوسف بم (Józef Bem)، جنرال بولندي وبطل بولندا الوطني والمجر، الذي خدم في الإمبراطورية العثمانية.
- يوسف القره مانلي
- علي باشا مبارك
- Qassim Pasha Al Zuhair, Pasha of Albasrah and Kuwait[4]
- كريّم باشا النهار، الأردن Krayem Pasha Al Nahar, Jordan